# Yella (film)
Yella è un film del 2007 diretto da Christian Petzold.

## Trama
Yella subisce stalking dal marito Ben in una cittadina tedesca sull'Elba. Decide di partire per andate a lavorare in città per sfuggire al marito ma il  giorno della partenza questi si  butta con lei in auto da un ponte nel fiume. Si salvano e lei riesce a fuggire. Ad Hannover Yella incontra Philipp un broker disonesto che lei aiuta in complicate trattative finanziarie. Incontra varie volte anche il marito che è riuscito a seguirla e la minaccia di nuovo. L'ultima trattativa della coppia però finirà in tragedia e lei andrà via e nella sua mente tornerà il salto dal ponte che svelerà la verità.